# 高天神社
高天神社（たかてんじんじゃ、英語: Taka Tenjinja）は、静岡県掛川市の神社である。近代社格制度における社格は郷社。

## 概要
静岡県掛川市上土方嶺向に鎮座する神社である。高皇産霊命、天菩比命、菅原道真公の3柱を祀っており、高天神山の山頂付近に立地している。

## 祭神
- 高皇産霊命[1]
- 天菩比命[1]
- 菅原道真公[1]

## 歴史

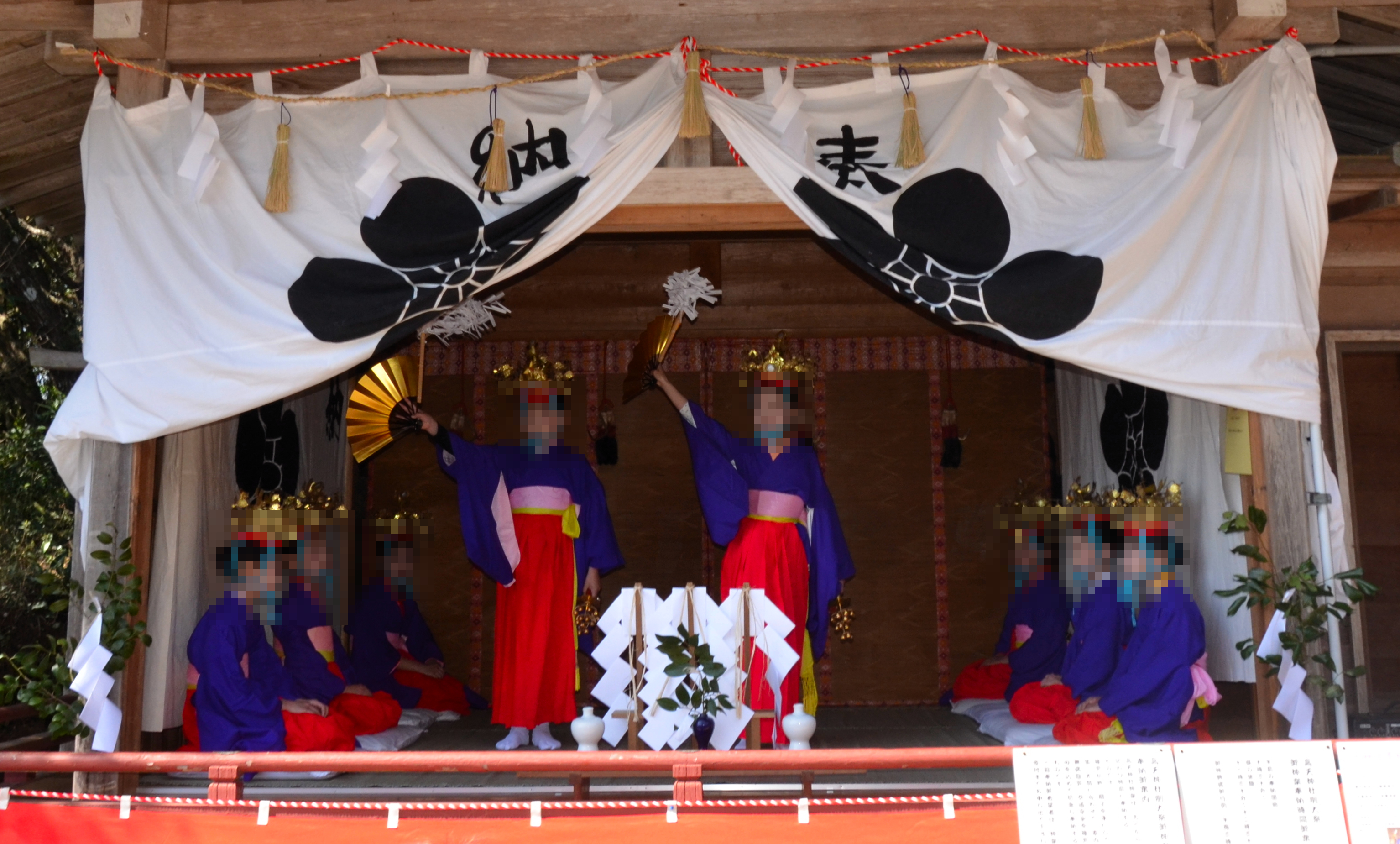
例大祭の神楽奉納（2018年3月25日）

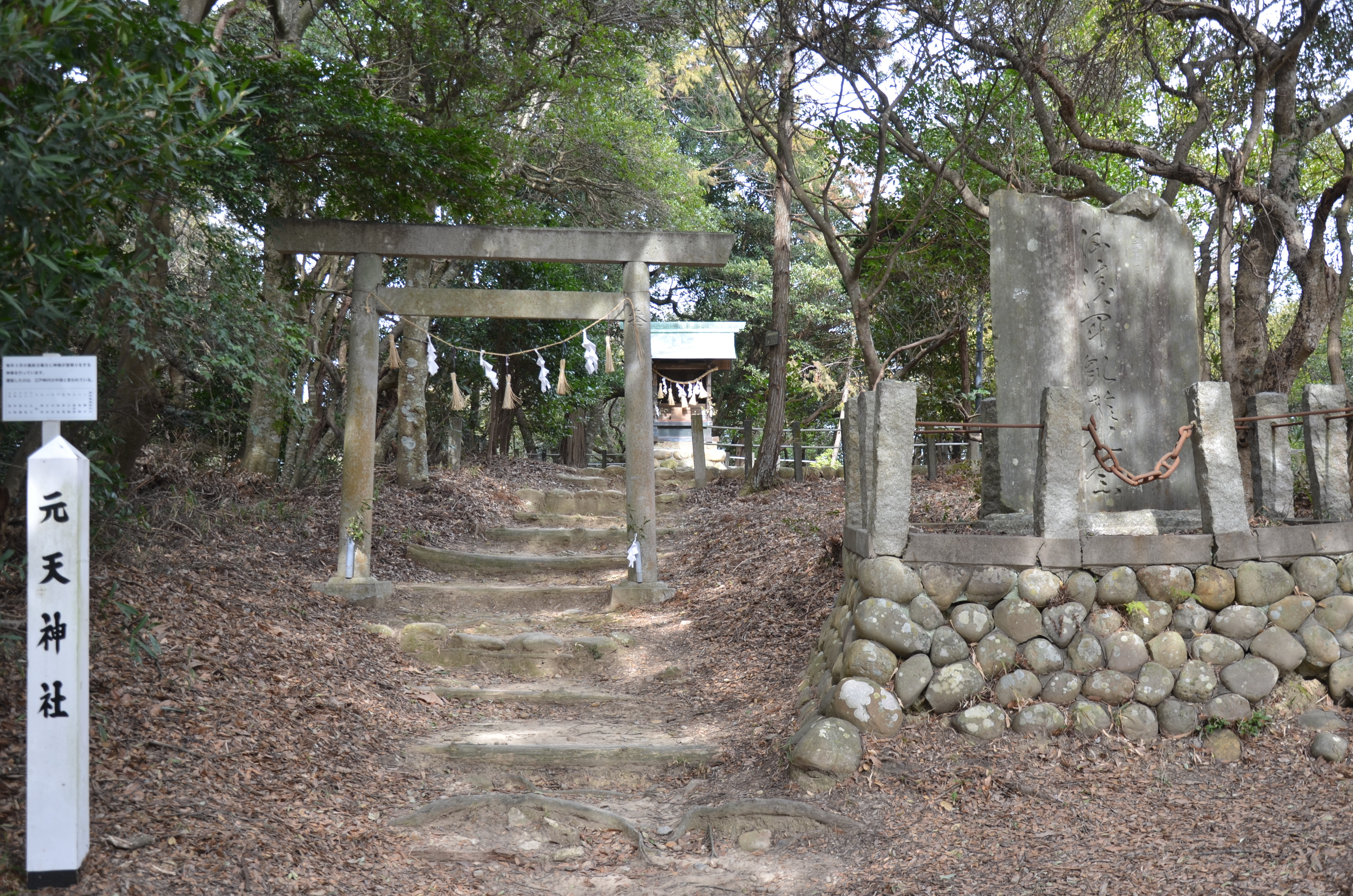
元天神社

戦国時代には高天神山に高天神城が置かれており、武田信玄や徳川家康がこの地の領有を巡り度々衝突する争う要衝であった。高天神社は高天神城の守護を担う神社として創建された。
江戸時代に入ると、高天神城は廃城となり、高天神山には戦乱の犠牲者を弔う慰霊碑が建立された。しかし、高天神社はそのまま高天神山に残され、地域の住民の信仰を集めることとなった。
瓊瓊杵尊が同地に現れたとの伝承を記念して、毎年3月に例大祭が行われている。祭礼期間中、高天神社の祭神は、通常の社殿から別の社殿に移動する。例大祭に際しては、出店なども立ち並び多くの参拝者を集めている。近年では、例大祭に併せて砲術演武大会が開催されており、火縄銃を用いた砲術の実演が行われる。

## 社名
社名については、一見すると「高天・神社」（「高天」という神社）のように見受けられるが、祭神として菅原道真を祀る天神社（天満宮）であることから「高・天神社」（「高」という天神社）と解されている。この神社の立地する山が「高天神山」、隣接していた城が「高天神城」と呼称されることから見ても、「高天」で区切るのではないことがわかる。

## 例大祭
- 3月最終日
ただし、近年では3月最終日曜日に開催されることが多く、開催日は不定である[2]。

## 関連人物
- 今川義元
- 武田信玄
- 徳川家康